# Bob McCann
Robert Glen "Bob" McCann (Morristown, Nueva Jersey; 22 de abril de 1964- Knightdale, Carolina del Norte; 01 de julio de 2011) fue un jugador de baloncesto estadounidense. Con 1.98 de estatura, su puesto natural en la cancha era el de ala-pívot.

## Trayectoria profesional
- Staten Island Stall.s (1987)
- Jersey Jammers (1987)
- CD Cajamadrid (1987-1988)
- Charleston Gunners (1988-1989)
- Pensacola Tornados (1989-1990)
- Dallas Mavericks (1990)
- OAR Ferrol (1990-1991)
- Pensacola Tornados (1991)
- Detroit Pistons (1991-1992)
- Minnesota Timberwolves (1992-1993)
- Aresium (1993-1994)
- Rapid City Thrillers (1994-1995)
- Washington Bullets (1995-1996)
- Besançon BCD (1996-1997)
- Poll. de Aibonito (1997)
- Meysuspor Estambul 1997)
- Toronto Raptors (1998)
- Sioux Falls Skyforce (1998)
- Brujos de Guayama (1998)
- Club Ourense Baloncesto (1998-1999)
- Manila Cowboys (1999)
- Club Ourense Baloncesto (1999-2000)
- Tenerife Club de Baloncesto (2000-2001)
- Boca Juniors (2001-2002)